# Баштанка (зупинний пункт)
Баштанка — пасажирський залізничний зупинний пункт Херсонської дирекції Одеської залізниці.
Розташований біля міста Баштанка Баштанського району Миколаївської області на лінії Миколаїв — Долинська між станціями Явкине (10,5 км) та Горожене (4 км).